# 4343 Tetsuya
4343 Tetsuya је астероид главног астероидног појаса. Приближан пречник астероида је 18,94 ,
а средња удаљеност астероида од Сунца износи 2,787 астрономских јединица (АЈ).
Инклинација (нагиб) орбите у односу на раван еклиптике је 6,930 степени, а орбитални период износи 1699,474 дана (4,652 године). Ексцентрицитет орбите астероида износи 0,171.
Апсолутна магнитуда астероида износи 11,90 а геометријски албедо 0,085.
Астероид је откривен 10. јануара 1988. године.